# Нова-Канаан-ду-Норти
Нова-Канаан-ду-Норти (порт. Nova Canaã do Norte) — муниципалитет в Бразилии, входит в штат Мату-Гросу. Составная часть мезорегиона Север штата Мату-Гроссу. Входит в экономико-статистический микрорегион Колидер. Население составляет 11 015 человек на 2006 год. Занимает площадь 5 953,099 км². Плотность населения — 1,8 чел./км².

## История
Город основан 13 мая 1986 года. 

## Статистика
- Валовой внутренний продукт на 2003 год составляет 64 102 186,00 реалов (данные: Бразильский институт географии и статистики).
- Валовой внутренний продукт на душу населения на 2003 год составляет 5700,51 реалов (данные: Бразильский институт географии и статистики).
- Индекс развития человеческого потенциала на 2000 год составляет 0,702 (данные: Программа развития ООН).